# 十里铺乡 (安庆市)
十里铺乡，是中华人民共和国安徽省安庆市大观区下辖的一个乡镇级行政单位。

## 行政区划
十里铺乡下辖以下地区：
红水塘社区、十里村、袁江村、凤凰村、五里村、茅岭村和林业村。